# Ferrari F138
La Ferrari F138 (numero di progetto 664) è la cinquantanovesima monoposto costruita dalla casa automobilistica Ferrari per partecipare al Campionato mondiale di Formula 1 2013.

## Presentazione
Presentata il 1º febbraio 2013, il nome F138 deriva dall'unione di 13 (anno di costruzione) e 8 (il numero dei cilindri della vettura).

### Livrea e sponsor
La vettura presenta la classica colorazione rosso corsa resa un po' più scura e con inserti bianchi, con lo sponsor Santander. Sul cofano motore è collocato il logo della Scuderia Ferrari, mentre sull'alettone ci sono i loghi delle aziende OMR (Officine Meccaniche Rezzatesi) e Mahle. Inoltre quest'anno viene aggiunta una fascia anch'essa bianca nel profilo inferiore che percorre lateralmente tutta la vettura.

## Sviluppo

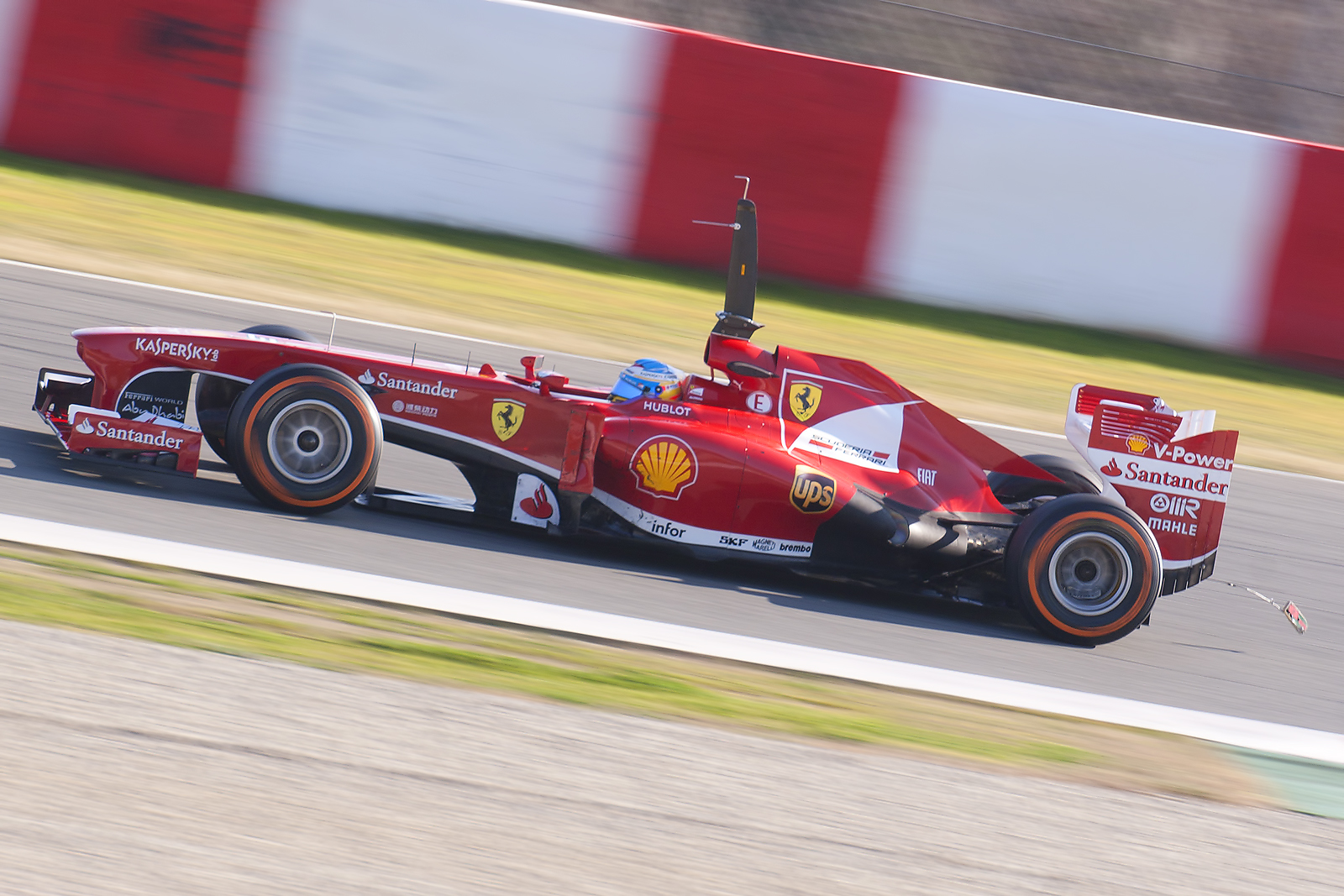
Una vista laterale della F138 mentre impegnata nei test prestagionali sul circuito di Catalogna.

### Aerodinamica
La vettura presenta un ricambio della linea aerodinamica frontale, in quanto il cosiddetto vanity panel ha coperto il precedente gradino aerodinamico. Il resto della struttura non è stato modificato ma ha subito un irrigidimento per conferire solidità. I piloni frontali non svolgono più solo una funzione di supporto dell'ala anteriore, ma contribuiscono a convogliare il flusso nella parte inferiore della scocca per riallacciarsi al diffusore posteriore. Per migliorare l'aerodinamicità delle pance laterali della vettura sono stati reintrodotti i radiatori in posizione inclinata. In questo modo, il passaggio dell'aria calda verso il diffusore posteriore viene incrementato. L'airbox è stato rastremato ulteriormente. Il DRS è stato modificato per adeguarsi ai nuovi regolamenti sul suo impiego in gara. Le prese dei freni sono state riprogettate per fungere anche da deviatori di flusso; i freni stessi, sviluppati dalla Brembo, sono stati realizzati con l'impiego del nuovo materiale CER 100 e con l'adozione di un migliaio di fori di raffreddamento. I cerchi OZ sono stati costruiti usando magnesio forgiato non pitturato, soluzione che comporta un alleggerimento di peso.

### Telaio e sospensioni
La sospensione posteriore ha mantenuto il precedente schema pull-rod, ma il braccio posteriore inferiore e quello di convergenza sono stati carenati in un unico profilo alare che contiene anche il semiasse. Le barre di torsione hanno subito un'innovazione, in quanto ora sono registrabili dalla parte anteriore della scocca, riducendo il tempo della regolazione dell'altezza della vettura a tre minuti. Gli scarichi non sono stati modificati.

### Motore
La presa dinamica del motore 056 è rimasta quella dello scorso anno, così come la bocca che raffredda il radiatore olio del cambio e i sistemi idraulici e che contribuisce a refrigerare anche il KERS. Gli ingegneri hanno ulteriormente sviluppato i componenti dell'americana MTS, mentre la Magneti Marelli ha attuato uno sviluppo sul controllo della centralina del KERS. Le paratie interne che compongono il serbatoio di benzina sono state riviste per evitare lo sciacquio del carburante. Per la gestione del propulsore V8 di 2.4 litri di cilindrata è stata introdotta una nuova centralina unica MES (McLaren Electronic System).

#### Trasmissione
La scatola del cambio è stata realizzata in materiali compositi e risulta essere più stretta rispetto alla versione precedente.

## Piloti
| Piloti ufficiali   | Piloti ufficiali | Piloti ufficiali |
| Nazione            | Nome             | Numero           |
| ------------------ | ---------------- | ---------------- |
| Spagna (bandiera)  | Fernando Alonso  | 3                |
| Brasile (bandiera) | Felipe Massa     | 4                |
| Collaudatori       |                  |                  |
| Nazione            | Nome             | Nome             |
| Spagna (bandiera)  | Pedro de la Rosa | Pedro de la Rosa |
| Spagna (bandiera)  | Marc Gené        | Marc Gené        |
| Italia (bandiera)  | Davide Rigon     | Davide Rigon     |

## Stagione

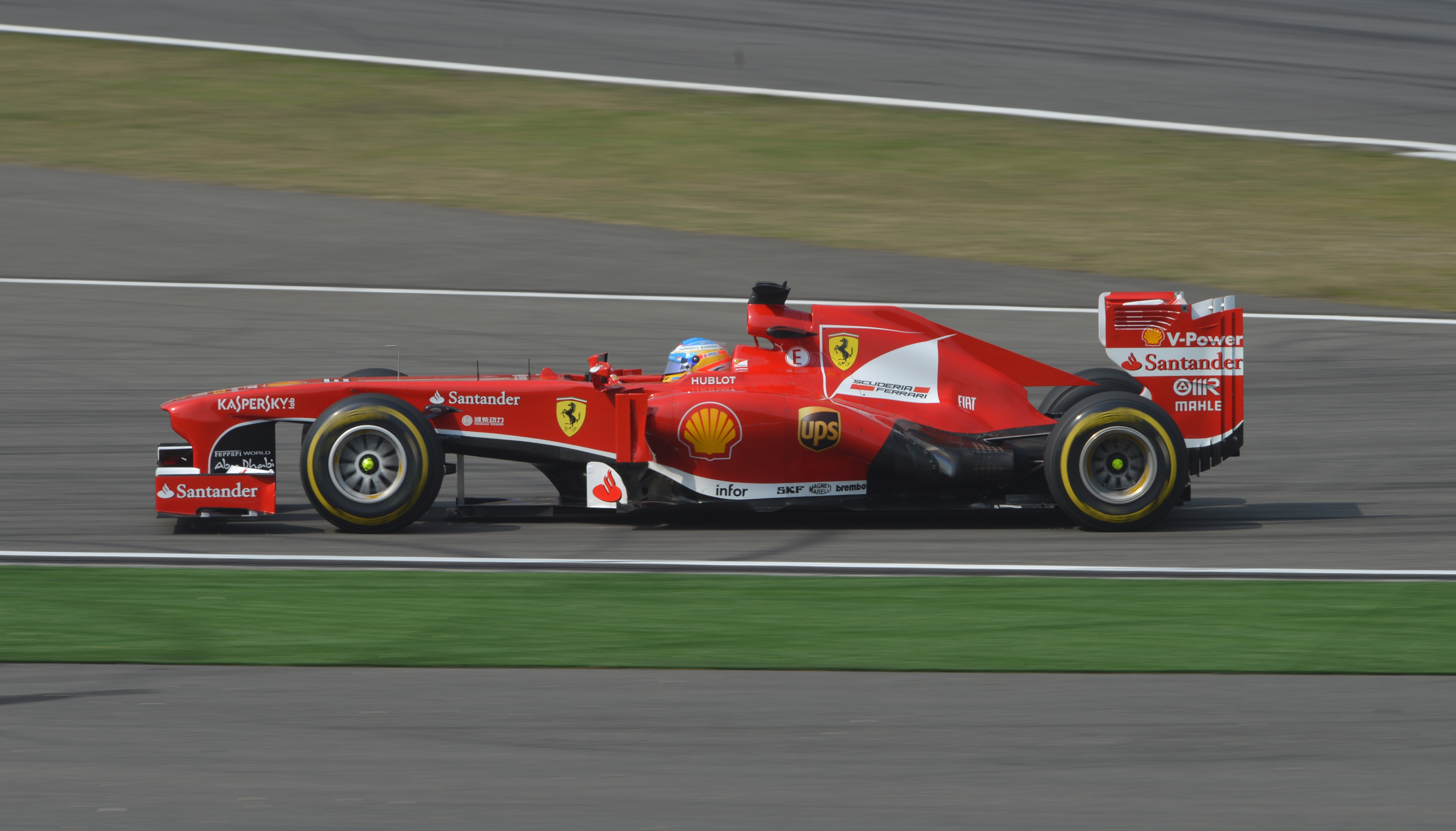
Fernando Alonso alla guida della F138 in occasione del Gran Premio di Cina, in cui ottenne la prima vittoria stagionale.

L'inizio stagione vide la Ferrari presentarsi competitiva e giungere subito a podio in Australia, grazie al secondo posto di Alonso, autore di una buona partenza, con Felipe Massa giunto quarto. Grazie a questi 30 punti guadagnati, la scuderia di Maranello si portò subito in testa alla classifica costruttori. Errori dei piloti e guasti meccanici fecero perdere alla squadra punti sia in Malesia che in Bahrein. La prima vittoria stagionale arrivò al Gran Premio della Cina, terza gara della stagione, con Alonso, interrompendo un digiuno che durava da dodici gare, ossia dal Gran Premio di Germania 2012. Lo spagnolo riuscì a ripetersi anche in Spagna, nonostante in qualifica non fosse riuscito ad andare oltre il quinto posto, grazie ad una buona strategia e ad una buona partenza. Sul podio giunse anche Massa, che al termine delle prove era stato arretrato di tre posizioni per aver ostacolato Mark Webber.

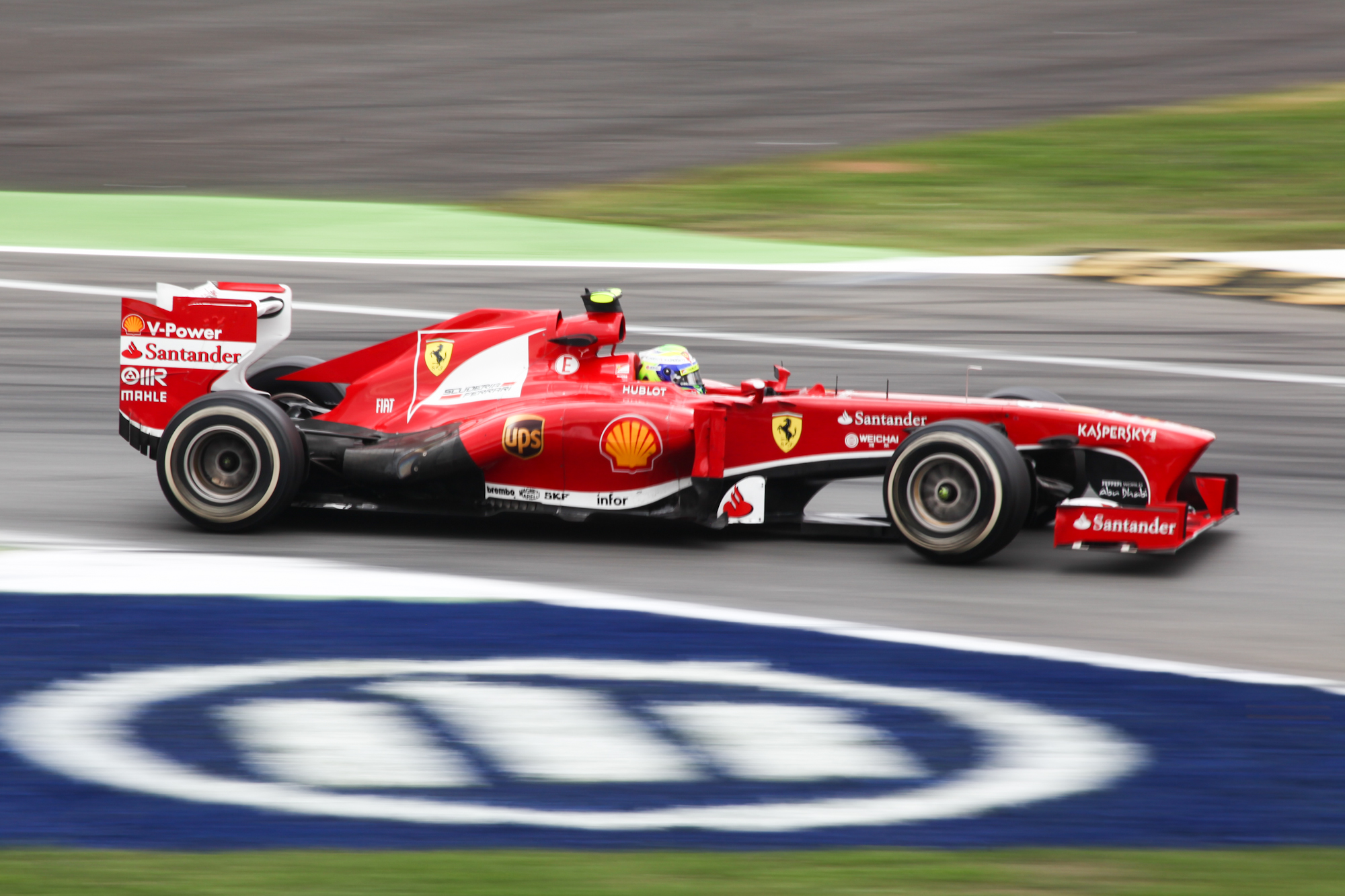
Felipe Massa in azione sulla F138 durante il Gran Premio d'Italia, concluso dal pilota brasiliano al quarto posto.

A partire dal Gran Premio di Monaco, però, la Ferrari non fu più in grado di lottare per la vittoria di una gara. Proprio in occasione della gara monegasca Massa fu protagonista di due incidenti identici (il primo nelle terze libere e il secondo in gara) fortunatamente senza gravi conseguenze, mentre Alonso non andò oltre il settimo posto, complice un assetto sbagliato. Nelle gare successive l'asturiano giunse a podio in Gran Premio del Canada e Gran Bretagna, rimontando in entrambe le corse dopo una qualifica deludente, mentre Massa ottenne un ottavo e un sesto posto. A questo punto della stagione Alonso si trovava al secondo posto in classifica piloti, a ventuno punti dal leader della classifica Sebastian Vettel, mentre Massa era settimo, molto più staccato.
Dopo due gare in cui i due piloti non andarono oltre un quarto posto, a partire dal Gran Premio del Belgio Alonso ottenne tre secondi posti consecutivi dietro a Vettel, ormai lanciato verso il titolo mondiale. Al contempo la Ferrari rese noto di aver ingaggiato Kimi Räikkönen come compagno di squadra di Alonso per la stagione successiva e che il contratto di Massa non sarebbe stato rinnovato a fine stagione. Nelle ultime gare si riacutizzarono i problemi della Ferrari e il miglior risultato ottenuto furono due quarti posti ad opera di Alonso al Gran Premio del Giappone e di Massa in India. Proprio in questa circostanza Vettel riuscì a laurearsi aritmeticamente campione del mondo per la quarta volta, anche a causa dell'undicesimo posto di Alonso, unico rivale ancora matematicamente in grado di batterlo.
I cattivi risultati nella parte finale della stagione costarono la perdita della seconda posizione nel mondiale costruttori a favore della Mercedes. Nemmeno il ritorno sul podio di Alonso nel conclusivo Gran Premio del Brasile fu sufficiente a ribaltare la situazione e la Ferrari chiuse il mondiale al terzo posto, con 354 punti, 6 in meno della Mercedes.

## Risultati in Formula 1
| Anno | Team             | Motore  | Gomme | Piloti |   |     |   |    |   |     |   |   |     |   |   |   |   |   |    |    |   |    |   | Punti | Pos. |
| ---- | ---------------- | ------- | ----- | ------ | - | --- | - | -- | - | --- | - | - | --- | - | - | - | - | - | -- | -- | - | -- | - | ----- | ---- |
| 2013 | Scuderia Ferrari | Ferrari | P     | Alonso | 2 | Rit | 1 | 8  | 1 | 7   | 2 | 3 | 4   | 5 | 2 | 2 | 2 | 6 | 4  | 11 | 5 | 5  | 3 | 354   | 3º   |
| 2013 | Scuderia Ferrari | Ferrari | P     | Massa  | 4 | 5   | 6 | 15 | 3 | Rit | 8 | 6 | Rit | 8 | 7 | 4 | 6 | 9 | 10 | 4  | 8 | 13 | 7 | 354   | 3º   |